# Abraham McClellan
Abraham McClellan (* 4. Oktober 1789 im Sullivan County, Tennessee; † 3. Mai 1866 ebenda) war ein US-amerikanischer Politiker. Zwischen 1837 und 1843 vertrat er den Bundesstaat Tennessee im US-Repräsentantenhaus.

## Werdegang
Abraham McClellan wurde auf dem Anwesen „White Top“ geboren. Er besuchte die öffentlichen Schulen seiner Heimat und das Washington College. Anschließend arbeitete er in der Landwirtschaft. Gleichzeitig begann er eine politische Laufbahn. Zwischen 1823 und 1825 sowie nochmals von 1827 bis 1829 saß er als Abgeordneter im Repräsentantenhaus von Tennessee; zwischen 1829 und 1833 gehörte er dem Staatssenat an. In den 1820er Jahren schloss er sich dem späteren Präsidenten Andrew Jackson an und wurde Mitglied der von diesem 1828 gegründeten Demokratischen Partei. 1834 war er Mitglied einer Versammlung zur Überarbeitung der Staatsverfassung von Tennessee. In den Jahren 1836 und 1837 nahm er als Soldat der Staatsmiliz an den Seminolenkriegen teil. 	
Bei den Kongresswahlen des Jahres 1836 wurde McClellan im zweiten Wahlbezirk von Tennessee in das US-Repräsentantenhaus in Washington, D.C. gewählt, wo er am 4. März 1837 die Nachfolge von Samuel Bunch antrat. Nach zwei Wiederwahlen konnte er bis zum 3. März 1843 drei Legislaturperioden im Kongress absolvieren. Diese waren zunehmend von Diskussionen um eine mögliche Annexion der seit 1836 von Mexiko unabhängigen Republik Texas bestimmt.
Nach seinem Ausscheiden aus dem US-Repräsentantenhaus arbeitete McClellan wieder in der Landwirtschaft. Politisch ist er bis zu seinem Tod am 3. Mai 1866 auf seinem Anwesen „White Top“ nicht mehr in Erscheinung getreten.